# Here in your world
Here in your world is het tweede studioalbum van de Nederlandse popband Silkstone. Het album kwam uit in februari 2008 op het label van V2. Het gelijknamige nummer Here in your world is als eerste single uitgebracht.

## Nummers
1. "Here in Your World" - 4:12
2. "Keeps Me Together" - 3:43
3. "Happy Here" - 4:21
4. "Out of My League" - 3:27
5. "It Takes More" - 4:50
6. "Security" - 3:45
7. "Stuck in the Middle" - 3:31
8. "Never Get Close" - 3:59
9. "Bigger Than Today" - 3:35
10. "Hey Man" - 3:36
11. "We Always Say" - 3:10
12. "Sensible" - 3:13

## Artiesten
- Niels Geusebroek - Zang
- Frans van Essen - Gitaar
- Niels Bik - Drums
- Dave Besse - Bass
- Marco Kuypers - Toetsen